# Upplands runinskrifter 693
Upplands runinskrifter 693 är en vikingatida ristning på en sten av grå gnejsgranit i Navsta, Torsvi socken och Enköpings kommun. Den ristade stenen är helt ornamental och är 1,4 meter hög och 1 meter bred. Ristningen består av två motställda djur. Djuren är vackert huggna och ristningen är djup och tydlig.
Mindre än en halvmil från denna runsten finns den likartade ristningen U 704.